# Cantó de Saint-Germain-en-Laye-Nord
El cantó de Saint-Germain-en-Laye-Nord és un antic cantó francès del departament d'Yvelines, que estava situat al districte de Saint-Germain-en-Laye. Comptava amb un municipis i part del de Saint-Germain-en-Laye.
Va desaparèixer al 2015 i el seu territori es va dividir entre el cantó de Poissy i el cantó de Saint-Germain-en-Laye.

## Municipis
- Achères
- Saint-Germain-en-Laye (part)

## Història
| Data d'elecció                           | Identitat          | Partit                     | Qualitat |
| ---------------------------------------- | ------------------ | -------------------------- | -------- |
| 1945-1951                                | M. Marty           | MRP                        |          |
| 1951-1964                                | Jacques Mollard    | RS, després UNR            |          |
| 1964-1967                                | Jean Chastang      | Divers droite              |          |
| 1967-1976                                | Jean-Paul Palewski | UDR                        |          |
| 1976-1988                                | Jean Chastang      | UDF                        |          |
| 1988-2001                                | Jean Giamello      | Divers droite, després RPR |          |
| 2001-                                    | Maurice Solignac   | RPR, després UMP           |          |
| les dades anteriors no són pas conegudes |                    |                            |          |
|                                          |                    |                            |          |